# Jan Vik
Jan Vik (* 7. dubna 1969), někde uváděn též jako Vík, je bývalý český politik, v 90. letech 20. století poslanec České národní rady a Poslanecké sněmovny za SPR-RSČ.

## Biografie
Ve volbách v roce 1992 byl zvolen do ČNR, jako poslanec za Sdružení pro republiku – Republikánskou stranu Československa (volební obvod Severočeský kraj).
Po vzniku samostatné České republiky v lednu 1993 se ČNR transformovala na Poslaneckou sněmovnu Parlamentu České republiky. V ní obhájil mandát ve volbách v roce 1996 a zasedal v ní až do voleb v roce 1998. Byl členem výboru pro obranu a bezpečnost. V letech 1992-1996 byl předsedou a v období let 1996-1998 místopředsedou poslaneckého klubu republikánů. 25. července 1995 ho sněmovna zbavila imunity a vydala k trestnímu stíhání v kauze šíření provokačních letáků, které pod názvem Informace spolkové vlády pro vedení sudetoněmeckého landsmanschaftu vyvolávaly dojem návratu majetku sudetských Němců. Případ ovšem policie do voleb v roce 1996 nedořešila a po nich získal Vik opětovným zvolením do sněmovny imunitu, přičemž napodruhé již jej poslanecká sněmovna nevydala. Během volby prezidenta republiky v lednu 1998 přednesl projev, ve kterém přečetl i tzv. „Odkaz Edvarda Beneše“, který byl později identifikován historikem a místopředsedou Společnosti Edvarda Beneše Karlem Novotným jako podvrh z okruhu Sládkových republikánů.
V komunálních volbách roku 1998 neúspěšně kandidoval do zastupitelstva hlavního města Praha za SPR-RSČ. Profesně se uvádí jako tajemník a tiskový mluvčí strany. Zároveň tehdy bez úspěchu kandidoval i do zastupitelstva městské části Praha 7.
Působil jako jeden z nejbližších spolupracovníků předsedy strany Miroslava Sládka a byl tajemníkem SPR-RSČ. Po neúspěchu strany ve volbách 1998 ovšem patřil mezi předáky SPR-RSČ, kteří stranu opustili. Aktivoval pak formaci nazvanou Republikáni, která existovala bez větší činnosti od roku 1992 a která potom neúspěšně kandidovala v sněmovních volbách roku 2002.